# 田中浩史
田中 浩史（たなか ひろふみ、1952年9月29日 - 2020年12月23日）は、NHKの元アナウンサー。

## 来歴・人物
東京都立立川高等学校を経て横浜国立大学教育学部を卒業後、1979年にアナウンサーとして入局。
日本言語学会・日本語学会・日本語教育学会などの各学会に所属している。
中学校・高校教員免許（社会・政経1級）、小型船舶操縦士4級免許などを所持している。
NHKアナウンス室に在籍する頃から「公共放送であるNHKのアナウンサーは民間放送とは違い、社会貢献をすべきだ」と考え、「話育（会話教育）運動」を実践している。また、日本語センター講師時には、学術的な研究を背景に、理論的な実践会話術の講義をした。放送文化研究所の研究員となってからは、主に放送における言葉遣いや表現を研究し、研究発表を重ねている。さらにマスコミ論やコミュニケーション論、リテラシー論、異文化交流の観点から「話しことば」について捉えなおし、俯瞰的な視点からの講演や司会をしている。

## 受賞歴
アナウンサー時代には、家庭番組部長賞、特ダネ賞、中継トーク賞、アナウンス室長特賞などを受賞している。CORN（自然体験活動推進協議会）の加盟団体であるSYD（修養団）から、同団体への貢献に対して感謝状を受ける。

## 講演・研修講師
NHKの放送以外でも、学生や社会人を対象にした講演会や、ビジネス講座の講師及び各種研修講師、小中学校・高校大学等での話し方教室（話育）の授業を担当した。次に記述するのは、主な講義活動やその際に訪れた施設などである。詳しくは下記外部リンクを参照。
- 多摩ニュータウンタイムズ　この人NHKアナウンサー田中浩史（ひろふみ）＝アナウンサーの道を行く　ニュース・語り・番組キャスター・司会・講師
- R25 (雑誌)「会議」「会談」「会合」「協議」政治ニュース用語の違いはナニ？
- ボランティア研修『人の心をつかむ指導者になろう（全4回）』第1回「話し方講座」
- 東京都目黒区立中目黒小学校講師
- 東京都板橋区立志村第3小学校講師
- 埼玉県上里町立賀美小学校講師
- 埼玉県加須市立三俣小学校講師
- 東京都世田谷区立駒留中学校講師
- 東京都多摩市立多摩中学校講師
- 東京都小平市立上水中学校講師
- 東京都立工芸高等学校講師
- 髙島屋百貨店新人研修講師
- 埼玉県和光市文化振興公社講演会講師
- 神奈川県中小企業同友会講演
- 東京外国語大学（非常勤講師）
- 明治大学マスコミセミナー講師
- 東京工科大学マスコミ講座講師
- 甲南女子大学特別講演
- 埼玉県総合教育センター教員研修講師
- 警察大学校特別講師
- 宮城県警察本部講師
- 千葉県高等学校視聴覚教育研究会講師
- 名古屋市盲人情報センター・東海音訳協会講師
- 日本キャンプ協会講師
- 神奈川県青少年センター講師

## 主な著書、教科書・教材
- 『日本の未来はこれで変わる!』（コラム担当）（2002年）（日本文教出版）
- 『ナースのための実践会話術（I）理論編』（2004年）（桐書房）
- 『ナースのための実践会話術（II）トレーニング編』（2004年）（桐書房）
- 『NHKアナウンサーのはなす、きく、よむ』（2007年）（NHKラジオテキスト）
- 『クレームのきき方』（田中浩史ほか共著）（2007年）（NHK出版）
- 『国語力トレーニング400問』（共著）（2007年）（NHK出版）（生活人新書）
- 『NHKアナウンスセミナー-放送の現場から』（代表編集委員）（2005）（NHK出版）
- 『NHKカルチャーアワー-放送とことば』（編集委員）（2008）（NHK放送文化研究所）

論文・エッセイ
- 『放送の言葉と日本語の未来』（2007年）（NHK放送文化研究所）
- 『放送敬語に対する視聴者意識の変化』（2009．6）（NHK放送文化研究所編『放送研究と調査』）
- 『ヨイクへの旅-肉声への回帰』（2005年）（雑誌『向上』）
- 『美化語～「お」のつくことば」（2009.7「毎日新聞社『月刊ニュースがわかる』）
- 『ことばの揺れ調査と揺れの原因についての考察』（2009.10『月刊日本語』）

## アナウンサーとしての出演番組及びナレーション（語り）
NHK総合
- 第26回NHK杯国際バレーボール 女子　最終日　全日本　対　韓国（1989年）
- 第3回　世界バレーボールリーグ 日本　対　CIS（1992年）
- 日本バレーボールリーグ
  - 男子　決勝リーグ　新日本製鐵　対　NEC（1993年）
  - 女子・決勝リーグ　日立　対　ユニチカ（1993年）
- 列島リレードキュメント
  - 「深夜のアートゾーン　東京スタジオ食堂　東京・立川」（1995年）
  - 「母たちのまんしゅう地蔵」（1996年）
  - 「くつ箱ポスト　子供たちからの放課後の手紙～神奈川県川崎市～」（1996年）
- 躍動するアジア経済 「自由化5年目のインドを行く」（1996年）
- NHKスペシャル
  - 「原発・住民投票～小さな町の大きな選択～」（1996年）
  - 「アジア戦略車はこうしてつくられた～密着　トヨタ・タイ工場～」（1997年）
  - 日本再建　「金融ビッグバン　第1回大競争時代が始まった」（1998年）
  - 日本再建　「金融ビッグバン　第2回個人資産1200兆円　あなたは資産を守れるか」（1998年）
  - 「きみたちの声が聞きたい～学年通信・教師と生徒の日々～」（1998年）
  - 「大地震　あなたの街をどう守る」（1998年）
  - 日本再建「元気な企業の条件第1回　売り手の理屈はもういらない」（1999年）
  - 日本再建「元気な企業の条件第2回　育て時代を読み取る人材」（1999年）
  - 検証「トルコ大地震～死者1万5千人の震災はどうして起きたのか～」（1999年）
- NHK番組ガイド「週刊たまご」（1997年4月 - 1998年3月）（たまごマスター）
- 大河ドラマ
  - 「徳川慶喜」（1998年1月 - 1998年12月）（ナレーション）
  - 「徳川慶喜」総集編（1999年3月22日 - 25日）
- 山下洋輔のクルド音楽紀行 ～流浪の魂を求めて～（1998年）
- 「則天武后　唐王朝を花開かせた女帝」（1998年）
- 土曜特集 「この1曲が元気のもと!～私を支える“サウンドパワー”～」（1999年）
- スタジオパークからこんにちは 「イ・ムジチ合奏団」（2001年）
- ソウルオリンピック（キャスター）
- バルセロナオリンピック（キャスター）
- 高校野球（春・夏）（実況）
- プロ野球（実況）
- 全日本女子剣道大会（実況）
- 世界アルティメット競技大会（実況）

NHK教育
- リポートにっぽん 「せとものの町はいま」（1987年）
- 第23回日本バレーボールリーグ 男子　新日鉄　対　富士フイルム（1990年）
- 第24回日本バレーボールリーグ 女子　ユニチカ　対　日立（1991年）
- 第2回　世界バレーボールリーグ 日本　対　アメリカ（1991年）
- ETV特集
  - 「アートが街を駆け抜ける～東京・水の波紋展から～」（1995年）
  - 「川はよみがえるか　森と川と人と～高知・四万十川～」（1996年）
  - 「外国人議会誕生～多国籍都市　川崎の試み～」（1996年）
  - 「迷走する公共デザイン～カエルの橋は町を変えるか～」（1997年）
  - 「21世紀の日本人へいま“原爆の図”を越えて～画家・丸木俊～」（1997年）
  - 「チャイルドソルジャー～世界30万人の少年兵～」（1998年）
  - 「メディアと戦争　第1回発見・2万5千枚の報道写真～カメラマンたちの日中戦争～」（1998年）
- 未来潮流 「演劇にみるアジアの可能性～六国語のリア～」（1997年）
- ETV40周年　「そして一瞬は記憶された ～写真が語る戦争の世紀-」（1999年）
- 「デジタル名勝負～将棋＆囲碁 羽生善治・依田紀基両NHK杯に挑戦」（1999年）
- 教育トゥデイ（1999年10月-2001年10月）
- ティーンズTV ワールドドキュメント 
  - 「多国籍社会へ外国人労働者をどう受け入れるか」（2000年）
  - 「驚異の超微小マシン～ナノテクノロジー」（2001年）
  - 「ロボット～どこまで人間に近づけるのか」（2001年）
  - 「市民が学校を創る～アメリカの試み」（2001年）
- 決定!こども将棋名人「第29回小学生将棋名人戦」（2004年）
- きょうの健康

NHK衛星第1　（BS1）
- 「世界のCHRISTMAS 1部　オーロラの国のクリスマス」（1993年）
- 日曜スペシャル
  - 「ヤスイ家　三代のアメリカ」（1996年）
  - 「立花隆のインターネット近未来～日本に何が起きるのか～」（1996年）
  - 「香港返還特集　第2回　英国人たちの決断」（1997年）
- アジア発ドキュメンタリー「 第1回　老兵たちの別れ～香港・国民党地区の解体～」（1996年）
- '98韓国紀行 「2002年のホープたち」（1998年）
- 未来へ走れ!手作りカー 「アリゾナ電気自動車レース」（1999年）
- 「人みな地球に立つ～おもしろ映像大公開 －ワールドスケッチ’99スペシャル－」（1999年）
- 列島スペシャル 「わが町に出会った　～東京「市民テレビ局」の4か月～」（2001年）
- BSニュース50（キャスター）

NHK衛星第2　（BS2）
- BSおはよう列島 ビデオレター（1995年4月-1996年2月）
- 日本つり紀行 
  - 「南海の彩魚を染める」（1995年）
  - 「冒険家夫婦サンゴ礁の海を行く」（1996年）
  - 「伝統の手バネで真鯛に挑む」（1996年）
- BSスペシャル 
  - 「ヨーロッパつり紀行　（3）静かなる釣り人たち　～イギリス・テスト川～」（1996年）
  - 「ヨーロッパガーデニング紀行花王国の庭づくり～オランダ～」（1998年）
  - 「カナディアン・ロッキートレッキング紀行（1）ロブソン～氷河が育んだ大自然～」（1999年）
  - 「カナディアン・ロッキートレッキング紀行（2）コロンビア大氷原～氷河の源を歩く～」（1999年）
  - 「カナディアン・ロッキー　トレッキング紀行（3）アシニボイン～雲上の楽園を行く～」（1999年）
  - 「ヨーロッパアルプス　トレッキング紀行　モンブラン夢の一周コースを歩く～フランス・イタリア・スイス」（2000年）
- 落語特選
  - －柳家小さん親子三代落語会－（1999年）
  - 「桃太郎」（1999年）
  - 「ちしゃ医者」（1999年）
- 演芸特選
  - －江戸曲独楽「三増紋也一門会」－（1999年）
  - －東西漫才競演－（1999年）
- 「第60期　将棋名人戦ダイジェスト 第4局」（2002年）
- 「第17期　将棋竜王戦 第3局・第1日・第2日・ダイジェスト」（2004年）

NHKデジタル衛星ハイビジョン　（BS hi）
- 「消えた鉄道を歩く～碓氷峠と美しい村～」（1997年）
- 「ハイビジョンが見た韓国 2002年のホープたち～光陽製鉄高校サッカー部～」（1998年）
- 「ベルサイユ庭園 －　太陽王・ルイ14世の夢　－バロック様式の粋■栄光の財産」（1999年）
- 「世界旅リクエストベスト10 第5位　王の夢　～ノイシュヴァンシュタイン城～　ベルサイユ庭園　太陽王・ルイ14世の夢」（2001年）
- 「世界旅リクエスト　ベスト10 第2位　カナディアン・ロッキー　トレッキング紀行アシニボイン　雲上の楽園　チベット・チャンタン高原をゆく」（2001年）

## その他
- FMリクエストアワー（宮崎局）
- 「クイズおもしろ講座」（ラジオ第1放送）
- ラジオニュース（ラジオ第1放送）
- 「私の本棚（朗読）」（ラジオ第1放送）
- 「昼の散歩道」（ラジオ第1放送）
- 株式市況（東証1・2部）（実況）（ラジオ第2放送）
- 気象通報（実況）（ラジオ第2放送）
- 各種イベント・シンポジウム・ワークショップの司会・モデレーター
- 講演会講師